# Urotrygon

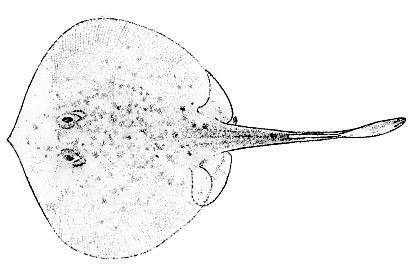
Urotrygon caudispinosus

Genre
Urotrygon est un genre de raie.

## Liste des espèces
- Urotrygon aspidura (Jordan et Gilbert, 1882)
- Urotrygon caudispinosus Hildebrand, 1946
- Urotrygon chilensis (Günther, 1872)
- Urotrygon cimar López S. et Bussing, 1998
- Urotrygon microphthalmum Delsman, 1941
- Urotrygon munda Gill, 1863
- Urotrygon nana Miyake et McEachran, 1988
- Urotrygon peruanus Hildebrand, 1946
- Urotrygon reticulata Miyake et McEachran, 1988
- Urotrygon rogersi (Jordan et Starks in Jordan, 1895)
- Urotrygon serrula Hildebrand, 1946
- Urotrygon simulatrix Miyake et McEachran, 1988
- Urotrygon venezuelae Schultz, 1949